# Édifice Bell
L'Édifice Bell (en anglais : Bell Telephone Building) est un édifice de bureau situé au 1050 côte du Beaver Hall à Montréal, Québec. L'Édifice fut conçu par la firme d'architecte Barott and Blackader et il fut construit de 1927 à 1929. Le bâtiment compte 22 étages et mesure 96 mètres de haut.
Par le passé, le bâtiment fut le siège social de Bell Canada.
|  |  |